# Roger-Pol Droit
Roger-Pol Droit (n. 1949) es un académico y filósofo francés. Fue alumno de la Escuela Normal Superior de Saint-Cloud. Ha escrito numerosos libros, entre los que destaca 101 Experiencias de filosofía cotidiana, que ha sido traducida a veintidós idiomas. En castellano y en catalán, fue publicado por Blackie Books. Por más de 25 años, ha estudiado la forma en que la filosofía occidental mira a Oriente.
Es, además de director de filosofía de la UNESCO, investigador del CNRS y responsable del Institute d'Études Politiques de París. 